# Heminwayina
Heminwayina es un género de foraminífero bentónico considerado un sinónimo posterior de Eoeponidella de la familia Asterigerinatidae, de la superfamilia Asterigerinoidea, del suborden Rotaliina y del orden Rotaliida. Su especie tipo era Discorbis multisectus. Su rango cronoestratigráfico abarcaba el Holoceno.

## Clasificación
Heminwayina incluye a las siguientes especies:
- Heminwayina gallowayi
- Heminwayina multisectus
- Heminwayina zealandica